# 宏明 (小惑星)
宏明（ひろあき、6975 Hiroaki）は、小惑星帯にある小惑星。大友哲が山梨県の清里大友天文台で発見した。
埼玉県八潮市のアマチュア天文家で、子供向けに望遠鏡の手作り講座を開いている林宏明に因んで名付けられた。